# Nellie Halstead
Nellie Halstead, född 19 september 1910 i Radcliffe i Greater Manchester, död november 1991 i Bury, var en brittisk friidrottare.

## Meriter
Halstead blev bronsmedaljör på 200 meter vid den III.e damolympiaden 1930 i Prag
1931 deltog hon vid Olimpiadi della Grazia 29–31 maj i Florens, under dessa spel tog hon guldmedalj i löpning 60 meter och 200 meter samt i alla tre stafettgrenar (med Halstead, Muriel Gunn, Mary Seary och Daisy Ridgley).
1932 deltog hon vid Olympiska spelen i Los Angeles, under tävlingarna vann hon bronsmedalj med stafettlaget (med Eileen Hiscock, Gwendoline Porter, Violet Webb och Halstead som fjärde löpare) på 4 x 100 meter.
1934 deltog hon även vid British Empire Games där hon vann silvermedalj med stafettlaget på 660 yards (220 + 110 + 220 + 110 (med Eileen Hiscock, Halstead som andre löpare, Ethel Johnson och Ivy Walker).